# Rua Sete de Setembro (Rio de Janeiro)

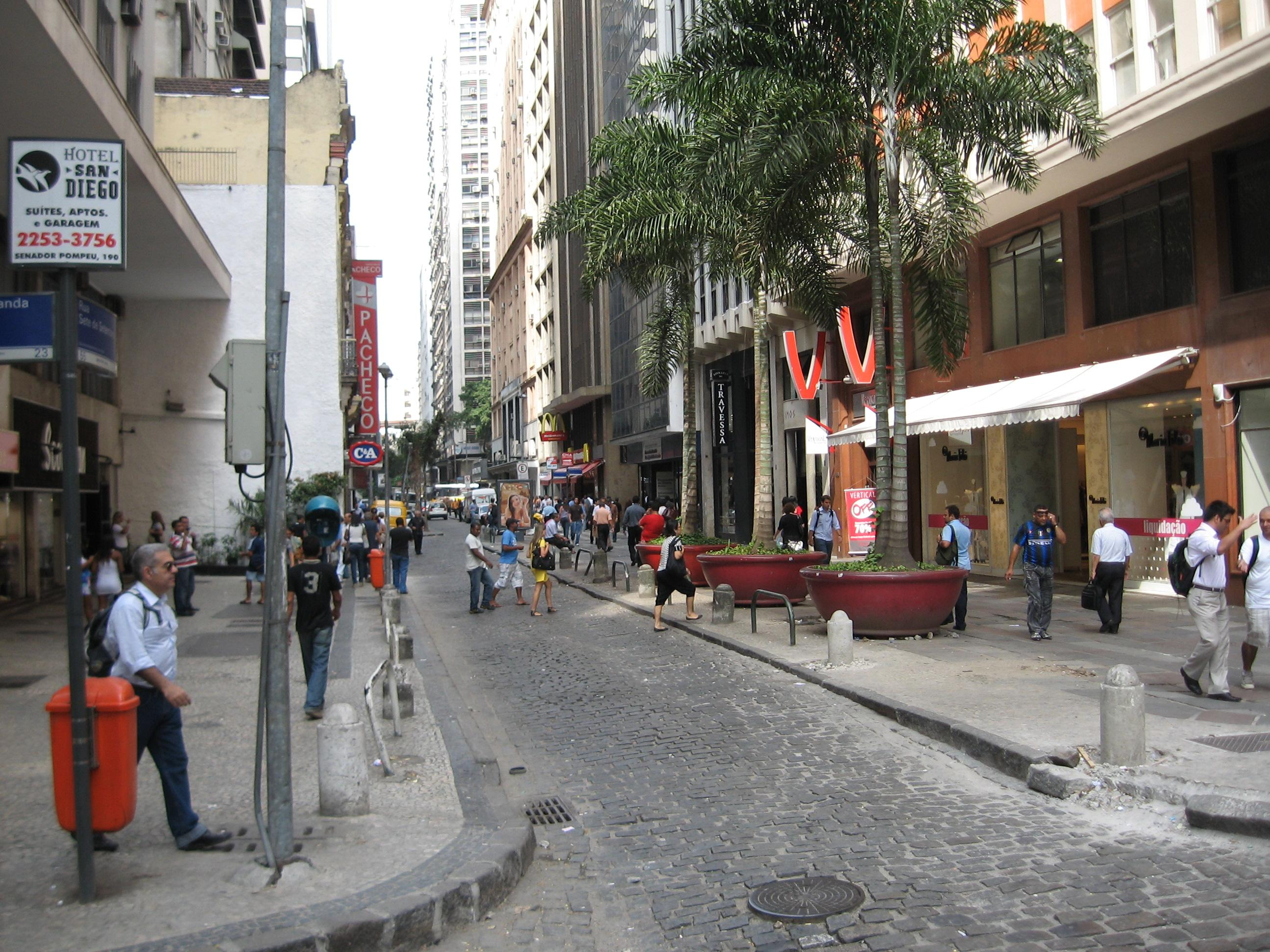
Rua Sete de Setembro, Centro do Rio de Janeiro

A Rua Sete de Setembro é um logradouro no centro histórico do Rio de Janeiro.
Originalmente ligava a antiga praça da Constituição (atual Praça Tiradentes) à Rua do Carmo, sendo então denominada como rua do Cano, uma vez que nela foi construído um duto de pedra e cal ligando a vala de drenagem da Lagoa de Santo Antônio (atual Rua Uruguaiana) ao mar junto ao Terreiro do Carmo (atual Praça XV).
Foi denominada ainda como rua de Trás de São Francisco de Paula, pois a Igreja da Ordem Terceira do santo deste nome, fica de fundos para esta rua.
Em 1857, quando fizeram um passadiço elevado para ligar o antigo Convento do Carmo e o Paço da Cidade, com a então Capela Imperial (atual Igreja de Nossa Senhora do Carmo da antiga Sé) foi efetuado o seu prolongamento até à então rua Direita (hoje rua Primeiro de Março), ligando a partir desta época as atuais Praça XV e Praça Tiradentes.
Em 1877, quando foi feita a renumeração dos imóveis da cidade, já era uma rua mista, comercial e residencial, com 100 prédios térreos e 94 sobrados.
Atualmente, constitui-se em uma rua praticamente de pedestres, repleta de edificações comerciais e bancárias. No ano de 2015, passa por obras para implantação do VLT Carioca, que tem inauguração prevista para 2016. As escavações revelaram os trilhos do antigo sistema de bondes da cidade, que foi desativado na década de 1960.